# Sort messe
En sort messe eller "Le Messe Noir" er delvist et historisk fænomen, delvist en fiktion. De historiske sorte messer opstod i middelalderen, hvor kristne lærde hørte om katolske ritualer, der blev udført på forkerte måder og f.eks. blandet med andre religiøse traditioner. Oveni købet gjorde katolske studerende (de såkaldte "Goliarder") grin med selvmodsigelser i kristendommen i satiriske værker, hvor man blandt andet beskrev "dranker-messer" med fulde munke, som påkaldte sig den romerske gud for vin, Bacchus, i stedet for Gud. De studerendes udskejelser blev til sidst for meget for kirken, som forbød dem. 
Disse former for "sorte messer" er ikke det, man i dag forbinder med en sort messe. Den tredje type messe, som er den, der har hængt ved i befolkningernes bevidsthed, er hekse-messen. 
Denne messe blev beskrevet af hekse-jægere i middelalderen i værker som Malleus Maleficarum. Man mente, at hekse var Djævelens håndlangere og at de gennem en "sort messe" fik kommunion med ham. Denne messe er beskrevet på forskellige måder, men alle indebærer frastødende og ubehagelige handlinger - f.eks. indgår ofte urin, som deltagerne skal interagere med.
En del franske forfattere fattede i 18- og 1900-tallet interesse for denne form for Le Messe Noir, men deres skriverier er - ligesom beskrivelserne i hekse-jægernes bøger - fiktion. 

## Le Messe Noir i moderne Satanisme
I sin bog De Sataniske Ritualer beskriver Anton LaVey en Le Messe Noir. [kilde mangler] Ritualet er inspireret primært af de franske forfatteres beskrivelser, og skal fungere som en renselse. I bogen tages der udgangspunkt i en hån af kristendommen. Meningen er, at deltagernes frygt for Gud (som de ved ikke findes) skal tages ud af dem. Der er altså ikke tale om et magisk ritual, som det kendes fra andre religioner.